# Münze zu Rethwisch
Die Münze zu Rethwisch war eine im 18. Jahrhundert arbeitende und im kurzzeitigen Residenzort Rethwisch (Kreis Stormarn) gelegene Münzstätte einer Nebenlinie der Herzöge von Holstein.

## Geschichte
Die Münze wurde im ehemaligen Residenzschloss der Rethwischer Nebenlinie der Herzoge von Schleswig-Holstein-Plön errichtet. Mit dem Tod des Sohns des Bauherrn 1729 starb die Rethwischer Linie aus und das Schloss ging an die Plöner Verwandten. Bereits in diesen Zeitraum fallen erste Berichte über die Nutzung des Schlosses zur Münzprägung. Während des Siebenjährigen Kriegs wurden für Hamburger und preußische Interessen minderwertiges Kriegsgeld hergestellt (siehe unten).
1761 ging das die Münze beherbergende Schloss mit dem Aussterben der Plöner Line vertragsgemäß an den dänischen König. Große Teile des Inventars der Münze wurden 1771/2 verkauft.
Für eine kurze Zeit 1769–1770 wurde die Münze als Außenstelle der Münze in Kopenhagen betrieben. Die Königliche Münze zu Altona war damals noch nicht fertiggestellt. Da aber der Dänische Staat bereits damals viel Silber über Hamburg einkaufte, lag es nahe, schnellstmöglich eine in der Nähe gelegene Münzstätte in Betrieb zu nehmen. Die Prägestempel wurden von Bauert in Kopenhagen angefertigt und dann in Rethwisch eingesetzt. Münzmeister war damals Hans Schierven Knoph, dessen gleichnamiger Neffe später lange in Hamburg tätig war. Mit Inbetriebnahme der Altonaer Münze wurde der Betrieb in Rethwisch endgültig eingestellt.
Schloss und Münze wurden in den 1770er bzw. 1780er Jahren wegen Baufälligkeit abgerissen.

## Heckenmünze im Siebenjährigen Krieg
Im Siebenjährigen Kriege stand Preußen mit seinen Verbündeten (Hannover, England) Sachsen und Österreich (d. h. der damalige deutsche Kaiser) sowie Frankreich gegenüber. Zu Beginn des Krieges gehörten Schloss und Münze Herzog Friedrich Karl von Holstein-Plön. Damals wurde die Münze zu Rethwisch als eine Heckenmünze betrieben, die durch die Herstellung unterwertiger Münzen einen illegitimen Schlagschatz (Gewinn) für ihre Betreiber einbringen sollte. Teilweise profitierten private Hamburger und Berliner Interessen, teilweise der preußische Staat von diesen Aktivitäten.
Gegen Ende des Krieges bemühte sich Heinrich Carl Schimmelmann um die Münze. Schimmelmann war zu Beginn des Jahres 1761 in Hamburg ansässiger preußischer Heereslieferant und Edelmetall- und Münzhändler. Er war eine der wirtschaftlich aktivsten Persönlichkeiten der Zeit. Wegen seiner Beteiligung am Sklavenhandel ist er heute umstritten. Ziel von Schimmelmann war es, den damaligen preußischen Monopolisten für die Münzprägung, die Berliner Bankiers Ephraim und Itzig, durch das Inverkehrbringen unterwertiger ausländischer Münzen Konkurrenz zu machen (siehe auch „Dritte Kipper- und Wipperzeit, Ephraimiten“). Münzunternehmer wurde jedoch nicht Schimmelmann selbst, sondern ein Angestellter des befreundeten Hamburger Bank- und Handelsunternehmens von Abel Seyler und Johann Tillemann.
Geprägt wurden Scheidemünzen und Taler-Teilstücke des Gepräges von Anhalt-Zerbst. Für die Nutzung entsprechender Stempel war eine Genehmigung von Anhalt-Zerbst gekauft worden. Vier Transporte Münzen gingen zeitweise pro Woche über Hamburg nach Mitteldeutschland. Allein vom 12. Januar 1761 bis zum 19. Februar lieferten Seyler und Tillmann Münzen im Nennwert von über 187.000 Talern an ihre Abnehmer.
1761 fiel die Münze wieder an den dänischen König. Ephraim zahlen dem König 250.000 Taler für die Schließung der Münze. Dies war Teil einer konzertierten Aktion, um fremdes minderwertiges Geld aus den preußisch beherrschten Gebieten herauszuhalten. Münzstätten benachbarter Fürstentümer wurden entweder gepachtet oder durch Friedrich II. geschlossen. 1762 pachteten Ephraim und Itzig die Münze selbst.
1761/62 war Georg Anton Schröder (Mmz. G.A.S.) Münzmeister in Rethwisch.

## Geprägte Münzen

### Herzogtum Schleswig-Holstein-Plön
- 1 Reichstaler (1761) Friedrich Karl, Münzmeisterzeichen G.A.S (Davenport 1354, Lange 770a) (Beispielabbildung)

### Königreich Dänemark
Eine Übersicht über die in Rethwisch geprägten Speciestaler wird auf den Seiten der Dänischen Staatsmünze gegeben. Münzmeister war Hans Schierven Knoph.
- 1 Speciedaler (1769), Christian VII. Monogramm, Norwegisches Wappen, Münzmeisterzeichen HSK (Hede 6)
- 1 Speciedaler (1769), Christian VII. Portrait, Dänisches „Kabinettswappen“, Münzmeisterzeichen HSK (Hede 7)

Mit diesem Motiv wurden auch 1/2- und 1/4-Talerstücke geprägt.
- 1 Speciedaler (1769), Christian VII. Monogramm, Dänisches „Kabinettswappen“, Münzmeisterzeichen HSK (Davenport 1306, Hede 8)

### Königreich Preußen
- 1⁄24 Taler (1763), Münzzeichen „G“ (Olding 352)
- 1⁄48 Taler (1763), Münzzeichen „G“ (Olding 353) (Beispielabbildung)

Die beiden Münztypen mit der Jahreszahl 1763 und dem Münzzeichen „G“ sind nicht in Stettin,
sondern vermutlich in den Münzstätten Schwerin und Rethwisch geprägt worden.

### Fürstentum Anhalt-Zerbst
Neben – unterwertigen – Taler-Teilstücken wurden auch Scheidemünzen ausgebracht. Obwohl auch Stempel etwa mit der Jahreszahl 1758 verwendet wurden, fanden die Prägungen ab 1761 statt.
- 1/3 Taler (8 Gute Groschen) (1758), Herzog Friedrich August, Münzzeichen B (Beispielabbildung)
- 1/6 Taler, Herzog Friedrich August, Münzzeichen B
- 1/12 Taler, Herzog Friedrich August, Münzzeichen B